# キャプテン・フィリップス
『キャプテン・フィリップス』（Captain Phillips）は、ポール・グリーングラス監督、トム・ハンクス主演による2013年のアメリカ映画である。2009年に発生したマースク・アラバマ号乗っ取り事件でソマリア海賊の人質となったリチャード・フィリップスを描く伝記映画であり、フィリップスとステファン・タルティによる書籍『キャプテンの責務』を基にビリー・レイが脚本を執筆した。製作はスコット・ルーディン、マイケル・デ・ルカ、デイナ・ブルネッティである。
2013年9月にニューヨーク映画祭でプレミア上映された後、10月11日より北米で一般公開された。

## あらすじ
2009年4月、ソマリア人漁師のアブディワリ・ムセたちは、彼らのボスから金を稼ぐよう強要され、ムセはノール・ナジェとワリド・エルミ、10代半ばのアダン・ビラルを連れて海賊行為を準備していた。リチャード・フィリップス船長が舵を取るコンテナ船「マースク・アラバマ」号はアデン湾からモンバサへ向かう途上のソマリア沖で訓練を開始する。武装集団のボートの接近を発見したフィリップス船長は海賊行為を警戒して警備対策を強化し、海賊の追跡を振り切る。翌日にムセたち4人のソマリア人海賊が再び現れ、フィリップスたちはホースで放水して追い払おうとするが、海賊は梯子を使って船に侵入してシージャックされてしまう。
海賊がブリッジに乗り込む前に、フィリップスは乗組員を機関室に隠れさせる。海賊に脅されたフィリップスは、リーダーのムセらを乗組員のところに連れて行くと見せかけて密かに乗組員へ海賊が行く場所を知らせ、彼らが隠れられるようにする。乗組員たちも連携して海賊の隙を探し、海賊リーダーのムセを捕らえ人質にする。乗組員たちはムセを解放する条件として海賊に下船を求めるが、海賊は救命ボートに乗ると船長を解放せずボートを海へ落とし、船長は人質として連れ去られてしまう。
ムセたちは村に戻りフィリップスを人質に身代金を得ようと考えるが、通報を受けた駆逐艦「ベインブリッジ」に発見される。艦長のカステラーノはフィリップスを解放するように交渉を持ちかけるが、ムセたちに拒否されてしまう。救出作戦はシールズが主導して計画が進められ、一方でフィリップスは隙を突いて救命艇から逃げ出すが失敗して連れ戻されてしまう。
シールズは「村の長老たちを呼んで身代金交渉を行う」と告げ、ムセは交渉するため「ベインブリッジ」に向かい、シールズは救命艇に残った海賊たちの狙撃準備に入る。フィリップスは家族への手紙を書き始めるが、ナジェに手紙を取り上げられ、激怒したフィリップスと殴り合いになる。ナジェはフィリップスを拘束して殺そうとするが、狙撃ポイントに救命艇を誘い込んだシールズの狙撃でナジェたちは射殺され、ムセも「ベインブリッジ」内で拘束される。救出されたフィリップスは家族との再会を果たし、1年後に船長の職務に復帰する。

## キャスト
リチャード・フィリップス船長
演 - トム・ハンクス、日本語吹替 - 江原正士
本作の主人公であるマースク・アラバマ号の船長。バーモント州アンダーヒル在住のマースク海運に勤めている53歳のベテラン船長で、ケニアに援助物資を送る3ヶ月の任務に就くため、家族と別れオマーンのサラーラ港に向けて出発する。
とても真面目で出航前の点検を怠らず、海賊が侵入したときも船員と貨物を守ろうとするなど責任感が強い。冷静な判断能力を持っており、船が海賊に乗っ取られた後も脅されつつ事態の収拾を図ろうとする。
私生活では、妻のアンドレアとの間に2人の子供がいる家族思いの父親。それだけに置いてきた家族を心配している。
アブディワリ・ムセ
演 - バーカッド・アブディ、日本語吹替 - 津田健次郎
海賊のリーダー。ソマリアのエイルで漁師をしていたが、外国漁船の乱獲によって不漁になったため、村の最高指導者に海賊を強要される。
とても痩せているため、アサドなど他の海賊グループから馬鹿にされているが、度胸があり、無線の通報を聞いても動じない。
フィリップス船長がアイルランド系だと知り、船長のことを“アイリッシュ“と呼ぶ。また、船長に対する海賊行為はあくまでもビジネスで、船長はあくまで身代金のための保険であり、傷つけるつもりはないと発言する。最後は33年の懲役の刑を受ける。
アダン・ビラル
演 - バーカッド・アブディラマン、日本語吹替 - 手塚祐介
海賊の最年少メンバー。海賊を志願してムセに同行し、彼らの命令に忠実に従う少年。ガラスで怪我をした足を船長に手当てされたことを機に、船長に手助けするようになる。
ノール・ナジェ
演 - ファイサル・アメッド、日本語吹替 - 小松史法
海賊のメンバー。力が強く気性が荒い人物で、船長になにかと因縁をつけ暴力を振るい、人質である船長を殺そうとする。
ワリド・エルミ
演 - マハト・M・アリ、日本語吹替 - 野沢聡
海賊のメンバー。口数の少ない救命ボートの操縦係。ナジェに比べると穏やかな性格で、暴力を振るうナジェをなだめる。
シェーン・マーフィー
演 - マイケル・チャーナス、日本語吹替 - 坂詰貴之
マースク・アラバマ号の一等航海士。危険を顧みず放水ホースを直しにいく。
アンドレア・フィリップス
演 - キャサリン・キーナー、日本語吹替 - 増子倭文江
フィリップスの妻で病院に勤務する看護師。彼を空港まで見送る。
マイク・ペリー
演 - デヴィッド・ウォーショフスキー、日本語吹替 - 星野充昭
マースク・アラバマ号の機関長。船長の指示でエンジンの出力を上げる。
ケン・クイン
演 - コーリイ・ジョンソン、日本語吹替 - 一馬芳和
マースク・アラバマ号の舵手。
ジョン・クローナン
演 - クリス・マルケイ、日本語吹替 - ふくまつ進紗
マースク・アラバマ号の三等機関士。
フランク・カステラーノ艦長
演 - ユル・ヴァスケス、日本語吹替 - 宮内敦士
ベインブリッジの艦長。通報を受け、人質となった船長救出の指揮に当たる。
シールズ指揮官
演 - マックス・マーティーニ、日本語吹替 - 藤真秀
救出指令を受け、シールズによる船長救出の指揮をする。強かで交渉をする振りをして海賊たちを狙撃する機会を待ち、船長を救出しようとする。
ネモ
演 - オマール・バードゥーニ、日本語吹替 - 武田幸史
MEPから派遣された通訳担当者。海賊と無線でやり取りする。
アサド
演 - モハメド・アリ、日本語吹替 - 河合みのる
乗っ取り犯。ムセとは別のグループに属する海賊。執拗にムセを馬鹿にする。
フーファン
演 - Issak Farah Samatar、日本語吹替 - 後藤敦
乗っ取り犯。レーダーで標的となる貨物船などの船舶を探し、ムセらに知らせる。
海賊リーダー
演 - アズィーズ・モハメド、日本語吹替 - 井木順二
ボスであるガラードの代理として、エイル村の元漁師たちに海賊行為を強要させる。
ソマリア人少年
演 - Bader Choukouko、日本語吹替 - 本城雄太郎
ムセを起こしに来た少年。
ウィリアム・リオス
演 - マーク・ホールデン、日本語吹替 - 中村浩太郎
マースク・アラバマ号の船員。
アトム・ザヒド・レザ
演 - サン・シェラ、日本語吹替 - 西村太佑
マースク・アラバマ号の船員。
ジミー・サブガ
演 - Amr El-Bayoumi、日本語吹替 - 乃村健次
マースク・アラバマ号の船員。
ミゲル・A・ルイス
演 - テレンス・アンダーソン、日本語吹替 - こねり翔
マースク・アラバマ号の船員。
モハメド・アブデルワハブ
演 - マーク・アンウォー、日本語吹替 - 町田政則
マースク・アラバマ号の船員。
リチャード・E・ヒックス
演 - Kapil Arun、日本語吹替 - 蓮池龍三
マースク・アラバマ号の船員。
マリオ・クロッター
演 - ピーター・ランディ、日本語吹替 - 菊本平
マースク・アラバマ号の船員。
ヘクター・サンチェス
演 - トマス・グルベ
マースク・アラバマ号の船員。
ディック・マシューズ
演 - デヴィッド・ウェバー
マースク・アラバマ号の船員。
アンドリュー・ブレジンスキー
演 - ヴィンチェンゾ・ニコリ
マースク・アラバマ号の船員。
クリフォード・レイコン
演 - ルイス・マホニー
マースク・アラバマ号の船員。
ジョン・A・ホワイト
演 - アンガス・マッキネス
マースク・アラバマ号の船員。
通信士官
演 - レン・アンダーソン四世、日本語吹替 - 坂東尚樹
艦長の許可を得て複合艇を救命ボートに向かわせたり、他の艦隊と通信し状況をカステラーノ艦長やシールズ指揮官に報告する。
任務士官
演 - ウィル・バウデン、日本語吹替 - 各務立基
救出ボートを監視している隊員と連絡を取り、海賊や船長の様子など救出作戦のための情報をシールズ指揮官に報告する。
撮影班の兵士
演 - クリス・パラーモ、日本語吹替 - 山本兼平
海賊たちの映像を撮影しベインブリッジ艦に送る。
副長
演 - スティーヴ・キャンベル、日本語吹替 - 山田浩貴
シールズ指揮官を補佐し、海賊たちを同時に狙撃できるよう狙撃手の状況を指揮官に報告する。
オブライエン看護師長
演 - ダニエル・アルバート、日本語吹替 - ちふゆ
救助された船長の手当てをする女性。
SEALs部隊員
演 - スコット・オーツ / デイヴ・メドウズ / ビリー・ジェンキンス / レイ・ヘルナンデス他、日本語吹替 - 渡邉隼人 / 疋田高志 / あべそういち
船長を救出するため、海賊たちと交渉する。
ミシェル・ハワード提督（声のみの出演）
演 -ミシェル・ハワード 、日本語吹替 - 高梨愛
ミシェル・ハワード本人の出演。当時の階級は准将。カステラーノ艦長以下に救出作戦を指示し、更に揚陸艦ボクサーとフリゲート艦を掩護に付けシールズを出動させた。
- 海賊役は世界中からオーディションで配役されアブディワリ・ムセ役のバーカッド・アブディは、本作が俳優デビュー作である[12]。また撮影中、トム・ハンクスら共演者から親しみをこめてバーカッド・アブディはビッグ・バーカッド、バーカッド・アブディラマンはリトル・バーカッドと呼ばれていた[12][13]。

## スタッフ
- 監督：ポール・グリーングラス
- 脚本：ビリー・レイ
- 原作：リチャード・フィリップス、ステファン・タルティ『キャプテンの責務』[14]
- 製作：スコット・ルーディン、デイナ・ブルネッティ、マイケル・デ・ルカ
- 製作総指揮：グレゴリー・グッドマン、イーライ・ブッシュ、ケヴィン・スペイシー
- 撮影監督：バリー・アクロイド,B.S.C.
- プロダクションデザイナー：ポール・カービー
- 編集：クリストファー・ラウズ,A.C.E.
- 衣裳デザイン：マーク・ブリッジス
- 音楽：ヘンリー・ジャックマン
- キャスティング：フランシーヌ・メイズラー
- リレコーディング・ミキサー：マイク・プレストウッド・スミス、クリス・バードン、マーク・テイラー
- スーパーバイジング・サウンド・エディター：オリヴァー・ターニー
- 日本語字幕：戸田奈津子
- 吹替翻訳：松崎広幸
- 吹替演出：岩見純一
- 吹替翻訳監修：今田利枝
- 吹替製作：グロービジョン

## 製作

### 企画
2010年にリチャード・フィリップスの回想録『キャプテンの責務』が出版された直後、ソニー・ピクチャーズは映画化権を獲得した。2011年3月、ビリー・レイによる脚本草案を読んだ後にトム・ハンクスがプロジェクトに参加した。6月、映画監督のポール・グリーングラスにオファーされた。脇役となるソマリア人キャストは世界中で探された。ミネアポリスで行われたキャスティングコールの結果、集まった700人の内、バーカッド・アブディ、バーカッド・アブディラマン、ファイサル・アメッド、マハト・M・アリが選ばれた。キャスティング担当のフランシーヌ・メイズラーは、彼らはグループ分けした中の1グループで、4人全員が知り合いだと知り、彼らが同じグループになったのは自然な成り行きだと話し、「リハーサルの時間に、バーカッド・アブディがリーダーの役割を担って、リハーサルを行っていた」とも語った。

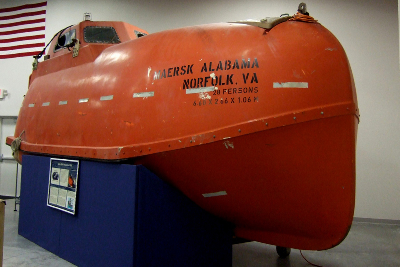
マースク・アラバマ号の救命ボート

製作陣は、実際に船長が拉致される際に使われた5トンのファイバーグラス製救命ボートを見に、ナショナル・ネイビーUDT SEAL博物館を訪れ、弾丸の痕跡などを確認し、正確にボートとセットを再作成した。また彼らは、博物館に展示されていた、危機監視に使われたボーイング・インシツ社製の無人航空機・スキャンイーグルと、シールズが使用したスナイパーライフル・SR-25なども見ることができた。
また監督が「ネイビー・シールズの海上での射撃は、本物に勝るものはない」として、民間人SEALアドバイザーのエリック・ケイシーの協力を得て、スナイパー役の元SEALs隊員を10人確保した。ケイシーは「大規模なトレーニングをしないでSEALsの動作やスキルをまねすることは難しい」と語った上で「SEALs隊員のスキルなどは、多くのトレーニングを経てやっと手に入れたもので、誰にでも簡単に教えられるものではない」と説明した。
インタビューでポール・グリーングラス監督は、原作に多くあったフィリップスと妻のやり取りをカットし、自身が描きたかった”海上で何が起きたか”に焦点を当て、新たに事件について3、4ヶ月の期間リサーチをして脚本を仕上げたと語った。そして、撮影は監督の意向で大半を実際に船からのロケで行ったが、波がひどい日もあってスタッフが船酔いになったりと撮影は大変だったという。ラストシーンで、フィリップス船長を手当てするオブライエン看護師長役のダニエル・アルバートは、実際の海軍衛生兵であり、撮影がほとんど終わった後に急遽撮影に参加してもらい、監督は彼女に訓練のつもりでやってほしいと話し、何テイクかやったがそのおかげでリアリティが出たと語った。トム・ハンクスについて「この役に必要なものをすべて持った完璧な人物。逃すことのできない大きなチャンスだった」と語り、本作に参加する理由の1つとして彼の存在をあげ、「人間としても素晴らしく、映画製作というチーム作業に対してとても献身的であり、エゴがない」とも語った。また、ストーリーについても「興奮を呼び、非常にドラマティックな物語」と述べ、「フィリップス船長と海賊のリーダーという、素晴らしい2人のキャラクターが登場する。誠実で責任感は強いが平凡な普通の男と、残忍でずる賢い男が、それぞれの立場ならではの強い信念を持って対決する」、そして劇中に登場する海賊は「本物の海賊」であり、「ハリウッド的な、ファンタジーから生まれた海賊ではない」など魅力を語った。
トム・ハンクスは、リチャード・フィリップス船長を演じるに当たって、実際に3回フィリップス船長に会い、海上勤務の日課やそれ以外の日常について細かく質問をして役作りを行った。ハンクスは船長について、「非常に感じが良く面白いが、仕事に対しては真面目な人物」「熟達した商船員で、仕事に誇りを持っている。船員、船、貨物に対して責任感がある」と語った。またソマリア人海賊について、「彼らの背景には腐敗した貧しい国があり絶望的で希望がない状況で、非常に複雑な背景をもっている」と話し、監督が言った「最も危険なことは、生きる目的のない若者に銃を与えることだ」という言葉に同意し、「彼らの悪事を許すわけではないが、複雑な背景を描くことに意義がある」と語った。
本作が映画デビューとなるバーカッド・アブディは、「泳ぐことができないが、コンテナ船に乗り移る場面で、はしごを登る方法を学ばなければならなかった。はしごを登るときは、水の恐怖を考えないように上に登ることだけ考えていた」と語った。海賊の役作りに関しては「特にモデルがいるわけではない」、「命がけの海賊がどんなものか、もちろんいろいろリサーチもしたが、後はイマジネーションを働かせて演じた」と述べた。
また海賊役の俳優達は、海賊になりきるためスタント・コーディネーターのロブ・インチによってまるでブートキャンプのような何週間にも及ぶ訓練を受けた。

### 撮影
主要撮影は2012年3月26日より始まった。バリー・アクロイドは、ドキュメンタリー作品の撮影で使用されている、35mmフィルムカメラのアトーン・ペネロープを主に使用して撮影を行った。フィルム撮影を選んだ理由をアクロイドは「デジタル撮影するときは、ほとんどの場合フィルムの美しさを得ようとする。その上、海賊の小舟、コンテナ船の水しぶきを撮影することを考えると、電子カメラでは感覚が得られない」と述べ、「フィルムカメラは100年以上前からある、シンプルで伝統的な技術で、車がまだ内燃機関を使っていることと同じ」とも語った。また、アクロイドは海賊に焦点を当てた場面では16mmフィルムカメラも用いた。その理由を「16mmの粒子の荒さと質感が効果的だと思ったことも理由の一つだが、16mmにしたかった本当の理由は12倍ズームができること」だと語った。撮影は地中海のマルタ沖で行われた。また監督は、プロダクション・デザイナーのポール・カービーに、ソマリアのエイル村、コンテナ船、軍艦、救命艇の4つの異なるセットを任せた。カービーは、「現実と想像の世界をシームレスにつなぐセットを心がけた」と述べた。
マースク海運の協力を得られることになり、撮影に使えるコンテナ船を探したが、コンテナ船は1年間ずっと貨物を運ぶために運行されているため難しいと思われたが、マースク海運から利用されていないコンテナ船がマルタ沖に停泊していると知らされ、撮影期間のうち9週間は、コンテナ船マースク・アレクサンダー号上で行うことができた。また、駆逐艦も軍事に備えているため、撮影に使うことは簡単ではなかったが、海軍の全面協力を得られ、実際の救出に使われたアーレイ・バーク級ミサイル駆逐艦ベインブリッジの姉妹艦で、修理したてで2ヶ月のならし航海を必要としていたトラクスタンを任務の一環として撮影に使わせてもらえることになり、トラクスタンの乗組員も撮影に協力した。軍艦は、港から7マイル離れて航行しなければならないため、港に出入りすることが難しく、スタッフは小さなボート7、8隻に15人から20人が乗って、海上に停泊した軍艦に乗船した。
今までのハンクスの演技の中で最高と言われるラスト10分間のシーンは、リアリティを出すためグリーングラス監督の即断で撮影を行い、ハンクスはアドリブで演技し、さらに実際の駆逐艦乗組員を参加させた。
また、フィリップス船長と海賊たちが初めて船上で顔を合わせるシーンの撮影では、リアルな緊張感を出すべく、演じる俳優陣は撮影時まで顔を会わせることは無かった。

### 音楽
映画音楽はヘンリー・ジャックマンが作曲した。アル・クレイとジャック・ドルマンが追加の音楽を作曲し、同様にハンス・ジマーと映画音楽会社のリモート・コントロール・プロダクションの作曲家も参加したが、ハンス・ジマーはクレジットされなかった。サウンドトラック・アルバムは2013年10月15日にヴァレーズ・サラバンド・レコーズより発売される。
そのほかに下記の楽曲が使用された。
- エリック・クラプトン 『ワンダフル・トゥナイト』
- KOVAS 『Up In Here』
- ジョン・パウエル 『The End』
- Musa Hanhan 『Hilm B Hilm』

## 評価

### 批評家の反応
映画批評集積サイトのRotten Tomatoesでは、2013年12月17日現在、220件の批評家レビューがあり、支持率は95％、平均点は10点満点中8.3点となり「フレッシュ認定」され、「スマートかつ力強い演技、そして非常に強烈で、キャプテン・フィリップスは正しいハリウッド伝記映画と、また一つ華麗な演技を披露したトム・ハンクスを映画ファンに提供する」と総意が出された。Metacriticでは、48件のレビューがあり、加重平均値は83/100点となっている。
9月28日より開催された2013年度のニューヨーク映画祭のオープニング作品として上映され、批評家からは称賛された。中でも監督、脚本、撮影、そして出演俳優ではトム・ハンクスとバーカッド・アブディの演技は評価が高かった。多くの批評家が「本作でのトム・ハンクスの演技は『キャスト・アウェイ』以来の最高のものだ。」と評価している。
音楽ジャーナリストの沢田太陽は本作の音楽を「アクション映画のステレオタイプみたいなスコア」と評している。

### マースク・アラバマ号乗組員の反応
マースク・アラバマ号の乗組員の中には、本作においてフィリップス船長が英雄のように描かれていることに不満を持っているものがいる。機関長のマイク・ペリーはCNNのインタビューで、本当のストーリーを伝えていないと主張した。
リチャード・フィリップス船長本人は、「現実はこの映画よりもひどかった。しかし、トム・ハンクスの演技も素晴らしく、重要な部分は描き切っている。」と述べている。また、「誰が何と言おうと、自分は英雄ではない」とも述べている。

### 受賞とノミネート
| 賞                                       | 賞                                                        | 賞 | 賞         | 賞 |
| 賞                                       | 部門                                                      | 候補 | 結果       |    |
| ---------------------------------------- | --------------------------------------------------------- | --- | ---------- | -- |
| アカデミー賞                             | 作品賞                                                    | マイケル・デ・ルカ デイナ・ブルネッティ スコット・ルーディン | ノミネート |    |
| アカデミー賞                             | 助演男優賞                                                | バーカッド・アブディ | ノミネート |    |
| アカデミー賞                             | 脚色賞                                                    | ビリー・レイ | ノミネート |    |
| アカデミー賞                             | 音響編集賞                                                | オリヴァー・ターニー | ノミネート |    |
| アカデミー賞                             | 録音賞                                                    | マイク・プレストウッド・スミス クリス・バードン マーク・テイラー クリス・マンロー | ノミネート |    |
| アカデミー賞                             | 編集賞                                                    | クリストファー・ラウズ | ノミネート |    |
| 英国アカデミー賞                         | 作品賞                                                    | | ノミネート |    |
| 英国アカデミー賞                         | 監督賞                                                    | ポール・グリーングラス | ノミネート |    |
| 英国アカデミー賞                         | 主演男優賞                                                | トム・ハンクス | ノミネート |    |
| 英国アカデミー賞                         | 助演男優賞                                                | バーカッド・アブディ | 受賞       |    |
| 英国アカデミー賞                         | 脚色賞                                                    | ビリー・レイ | ノミネート |    |
| 英国アカデミー賞                         | 撮影賞                                                    | バリー・アクロイド | ノミネート |    |
| 英国アカデミー賞                         | 作曲賞                                                    | ヘンリー・ジャックマン | ノミネート |    |
| 英国アカデミー賞                         | 音響賞                                                    | マイク・プレストウッド・スミス クリス・バードン マーク・テイラー オリヴァー・ターニー クリス・マンロー | ノミネート |    |
| 英国アカデミー賞                         | 編集賞                                                    | クリストファー・ラウズ | ノミネート |    |
| ハリウッド映画祭                         | 製作者賞                                                  | マイケル・デ・ルカ | 受賞       |    |
| エンパイア賞                             | 作品賞                                                    | | 未決定     |    |
| エンパイア賞                             | スリラー作品賞                                            | | 未決定     |    |
| エンパイア賞                             | 男優賞                                                    | トム・ハンクス | 未決定     |    |
| エンパイア賞                             | 監督賞                                                    | ポール・グリーングラス | 未決定     |    |
| エンパイア賞                             | 新人賞                                                    | バーカッド・アブディ | 未決定     |    |
| オーストラリア映画テレビ芸術アカデミー賞 | 作品賞                                                    | | ノミネート |    |
| オーストラリア映画テレビ芸術アカデミー賞 | 監督賞                                                    | ポール・グリーングラス | ノミネート |    |
| オーストラリア映画テレビ芸術アカデミー賞 | 主演男優賞                                                | トム・ハンクス | ノミネート |    |
| クリティクス・チョイス・アワード         | 作品賞                                                    | | ノミネート |    |
| クリティクス・チョイス・アワード         | 監督賞                                                    | ポール・グリーングラス | ノミネート |    |
| クリティクス・チョイス・アワード         | 主演男優賞                                                | トム・ハンクス | ノミネート |    |
| クリティクス・チョイス・アワード         | 助演男優賞                                                | バーカッド・アブディ | ノミネート |    |
| クリティクス・チョイス・アワード         | 脚色賞                                                    | ビリー・レイ | ノミネート |    |
| クリティクス・チョイス・アワード         | 編集賞                                                    | クリストファー・ラウズ | ノミネート |    |
| EDA賞                                    | 助演男優賞                                                | バーカッド・アブディ | ノミネート |    |
| EDA賞                                    | 脚色賞                                                    | ビリー・レイ | ノミネート |    |
| EDA賞                                    | 編集賞                                                    | クリストファー・ラウズ | ノミネート |    |
| シカゴ映画批評家協会賞                   | 助演男優賞                                                | バーカッド・アブディ | ノミネート |    |
| シカゴ映画批評家協会賞                   | 有望俳優賞                                                | バーカッド・アブディ | ノミネート |    |
| アメリカン・フィルム・インスティチュート | 年間ベスト10作品                                          | マイケル・デ・ルカ デイナ・ブルネッティ スコット・ルーディン | 受賞       |    |
| デトロイト映画批評家協会賞               | 監督賞                                                    | ポール・グリーングラス | ノミネート |    |
| デトロイト映画批評家協会賞               | 主演男優賞                                                | トム・ハンクス | ノミネート |    |
| デトロイト映画批評家協会賞               | 助演男優賞                                                | バーカッド・アブディ | ノミネート |    |
| ゴールデングローブ賞                     | 作品賞 (ドラマ部門)                                       | | ノミネート |    |
| ゴールデングローブ賞                     | 主演男優賞 (ドラマ部門)                                   | トム・ハンクス | ノミネート |    |
| ゴールデングローブ賞                     | 助演男優賞                                                | バーカッド・アブディ | ノミネート |    |
| ゴールデングローブ賞                     | 監督賞                                                    | ポール・グリーングラス | ノミネート |    |
| 日本アカデミー賞                         | 優秀外国作品賞                                            | | 受賞       |    |
| オンライン映画批評家協会賞               | 主演男優賞                                                | トム・ハンクス | ノミネート |    |
| オンライン映画批評家協会賞               | 助演男優賞                                                | バーカッド・アブディ | ノミネート |    |
| ピープルズ・チョイス・アワード           | ドラマ映画賞                                              | | ノミネート |    |
| フェニックス映画批評家協会賞             | トップ10作品                                              | | 受賞       |    |
| フェニックス映画批評家協会賞             | 作品賞                                                    | | ノミネート |    |
| フェニックス映画批評家協会賞             | 監督賞                                                    | ポール・グリーングラス | ノミネート |    |
| フェニックス映画批評家協会賞             | 主演男優賞                                                | トム・ハンクス | ノミネート |    |
| フェニックス映画批評家協会賞             | 脚色賞                                                    | ビリー・レイ | ノミネート |    |
| フェニックス映画批評家協会賞             | 編集賞                                                    | | ノミネート |    |
| サンディエゴ映画批評家協会賞             | 主演男優賞                                                | トム・ハンクス | ノミネート |    |
| サンディエゴ映画批評家協会賞             | 脚色賞                                                    | ビリー・レイ | ノミネート |    |
| サンディエゴ映画批評家協会賞             | 編集賞                                                    | クリストファー・ラウズ | 受賞       |    |
| サテライト賞                             | 作品賞                                                    | | ノミネート |    |
| サテライト賞                             | 監督賞                                                    | ポール・グリーングラス | ノミネート |    |
| サテライト賞                             | 主演男優賞                                                | トム・ハンクス | ノミネート |    |
| サテライト賞                             | 脚色賞                                                    | ビリー・レイ | ノミネート |    |
| サテライト賞                             | 音響賞                                                    | クリス・バードン マーク・テイラー オリヴァー・ターニー | ノミネート |    |
| 全米監督協会賞                           | 長編映画監督賞                                            | ポール・グリーングラス | ノミネート |    |
| 全米製作者組合賞                         | 作品賞                                                    | | ノミネート |    |
| 全米脚本家組合賞                         | 脚色賞                                                    | ビリー・レイ | 受賞       |    |
| 全米映画俳優組合賞                       | 主演男優賞                                                | トム・ハンクス | ノミネート |    |
| 全米映画俳優組合賞                       | 助演男優賞                                                | バーカッド・アブディ | ノミネート |    |
| 全米撮影監督協会賞                       |                                                           | バリー・アクロイド | ノミネート |    |
| ACEエディ賞                              | 長編映画編集賞 (ドラマ部門)                               | クリストファー・ラウズ | 受賞       |    |
| ACEエディ賞                              | ゴールデン・エディ賞                                      | ポール・グリーングラス | 受賞       |    |
| シネマ・オーディオ協会賞                 |                                                           | マイク・プレストウッド・スミス クリス・バードン マーク・テイラー クリス・マンロー アル・クレイ ハワード・ロンドン グレン・ガサード                                                                                               | ノミネート |    |
| 美術監督組合賞                           | 現代映画部門                                              | ポール・カービー ピーター・ラッセル スー・ウィテカー アジズ・ハミチ カルロ・ダッリ レイモンド・パミリア ポール・G・リチャーズ トム・グッドウィン アンドリュー・タッパー トレイ・シェイファー ラリー・ディアス ドミニク・ケイポン | ノミネート |    |
| 音響効果監督組合ゴールデン・リール賞     | 音響効果賞 - MusicSound Effects & Foley in a Feature Film | オリヴァー・ターニー ジェームズ・ハリソン マイク・フェンタム マーク・テイラー ピート・バージス ジェイソン・スワンスコット ディロン・ベネット                                                                                     | ノミネート |    |
| 音響効果監督組合ゴールデン・リール賞     | 音響効果賞 - Dialogue & ADR in a Feature Film             | オリヴァー・ターニー ビョルン・シュローダー サイモン・チェイス ロブ・キリック | 受賞       |    |
| FAAAFブラック・リール賞                  | 助演男優賞                                                | バーカッド・アブディ | 受賞       |    |
| FAAAFブラック・リール賞                  | ブレイクスルー男優賞                                      | バーカッド・アブディ | 受賞       |    |
| 全米映画批評家協会賞                     | 助演男優賞                                                | バーカッド・アブディ | ノミネート |    |
| サンフランシスコ映画批評家協会賞         | 助演男優賞                                                | バーカッド・アブディ | ノミネート |    |
| サンフランシスコ映画批評家協会賞         | 編集賞                                                    | クリストファー・ラウズ | ノミネート |    |
| セントルイス映画批評家協会賞             | 主演男優賞                                                | トム・ハンクス | ノミネート |    |
| セントルイス映画批評家協会賞             | 助演男優賞                                                | バーカッド・アブディ | ノミネート |    |
| セントルイス映画批評家協会賞             | 脚色賞                                                    | ビリー・レイ | ノミネート |    |
| セントルイス映画批評家協会賞             | シーン賞                                                  | The scene near the end of the film when Phillips is being checked out by military medical personnel and breaks down. | ノミネート |    |
| ロンドン映画批評家協会賞                 | 男優賞                                                    | トム・ハンクス | ノミネート |    |
| ロンドン映画批評家協会賞                 | 助演男優賞                                                | バーカッド・アブディ | 受賞       |    |
| ロンドン映画批評家協会賞                 | 監督賞                                                    | ポール・グリーングラス | ノミネート |    |
| ワシントンD.C.映画批評家協会賞           | 脚色賞                                                    | ビリー・レイ | ノミネート |    |
| セントラルオハイオ映画批評家協会賞       | 主演男優賞                                                | トム・ハンクス | ノミネート |    |
| セントラルオハイオ映画批評家協会賞       | 助演男優賞                                                | バーカッド・アブディ | ノミネート |    |
| セントラルオハイオ映画批評家協会賞       | 脚色賞                                                    | ビリー・レイ | ノミネート |    |
| アイオワ映画批評家協会賞                 | 助演男優賞                                                | バーカッド・アブディ | 2位        |    |
| オクラホマ映画批評家協会賞               | 作品賞トップ10                                            | | 6位        |    |
| ノースカロライナ映画批評家協会賞         | 助演男優賞                                                | バーカッド・アブディ | ノミネート |    |
| ダブリン映画批評家協会賞                 | 男優賞                                                    | トム・ハンクス | 次点       |    |
| オースティン映画批評家協会賞             | 作品賞トップ10                                            | | 10位       |    |
| ヒューストン映画批評家協会賞             | 監督賞                                                    | ポール・グリーングラス | ノミネート |    |
| ヒューストン映画批評家協会賞             | 助演男優賞                                                | バーカッド・アブディ | ノミネート |    |
| ポルトガル・オンライン映画批評家協会賞   | 主演男優賞                                                | トム・ハンクス | ノミネート |    |
| ポルトガル・オンライン映画批評家協会賞   | 助演男優賞                                                | バーカッド・アブディ | ノミネート |    |
| ポルトガル・オンライン映画批評家協会賞   | シーン/シークエンス賞                                     | フィリップス船長の救出シーン | ノミネート |    |

### 興行収入
『キャプテン・フィリップス』は公開初週に$25,718,314を稼ぎ、ランキングで『ゼロ・グラビティ』に次ぎ2位となった。2014年2月10日現在、アメリカ合衆国では$106,744,896、その他の国で$110,700,042を稼ぎ、合計額は$217,444,938となっている。
日本においては、全国471スクリーンで公開され、公開第1週目の土日2日間で動員11万2789人、興収1億2336万2900円を記録し、週間興行収入ランキング5位となった。

## ソフト化
日本では、ソニー・ピクチャーズ エンタテインメントよりBlu-ray、DVDが発売。Blu-rayの初回生産分には、映画初コラボレートとなるNEWSWEEK特別書下ろし冊子が封入している。またソフト発売に先行して、2014年3月5日にデジタル配信される。
- 【初回生産限定】キャプテン・フィリップス ブルーレイ（2014年3月21日発売）
  - 封入特典
    - 「NEWSWEEK」特別書下ろし冊子
- 【Amazon.co.jp限定生産】キャプテン・フィリップス ブルーレイ スチールブック仕様（2014年3月21日発売、完全数量限定生産）
  - 封入特典
    - 「NEWSWEEK」特別書下ろし冊子
- キャプテン・フィリップス DVD（2014年3月21日発売）